# Jeff Hardy
Jeffrey Nero Hardy (* 31. August 1977 in Cameron, North Carolina) ist ein US-amerikanischer Wrestler, der zurzeit bei der TNA arbeitet. Bekannt wurde er als Mitglied des Tag-Teams The Hardy Boyz, mit seinem Bruder Matt, das zu den erfolgreichsten und populärsten Tag Teams der Geschichte zählt. Auch als Single-Wrestler war er erfolgreich und gewann je dreimal einen World Title bei WWE (vormals WWF) und TNA.

## Frühe Jahre
Jeff Hardy ist der jüngere Bruder des Wrestlers Matt Hardy. Im Jahr 1986, als Hardy neun Jahre alt war, starb seine Mutter an einem Hirntumor. Mit 12 Jahren begann er sich für Motocross zu interessieren und bekam mit 13 Jahren sein erstes Motorrad, eine Yamaha YZ-80. Er hatte sein erstes Rennen, als er in der neunten Klasse war. Hardy spielte Baseball, als er jung war, musste aber aufhören, nachdem er während eines Motocross-Rennens gestürzt war und sich am Arm verletzt hatte. Er spielte auch American Football während seiner High-School-Zeit. Er musste aufhören, nachdem er angewiesen worden war, sich zwischen Wrestling und American Football zu entscheiden. Hardys Lieblingsfächer in der Schule waren Geschichte und Kunst.

## Wrestling-Karriere

### Anfänge
Matt und Jeff Hardy waren seit ihren Kindertagen große Wrestlingfans. Als Jugendliche begannen beide mit dem „Backyard Wrestling“. Die Hardys gründeten eine eigene Wrestling-Promotion, mit der ihre Freunde und sie ihre ersten Erfahrungen vor einem größeren Publikum sammelten. Etwas später erhielt Hardy seine ersten Verpflichtungen in einigen regionalen Verbänden der Independent-Szene.
1993 unterschrieb Hardy im Alter von 16 Jahren einen Entwicklungsvertrag mit der damaligen WWF. Er gab sich jedoch, um dort antreten zu können, als 18-Jähriger aus. Trainiert wurde er unter anderem von Dory Funk jr. Hardy trat parallel zu seinem Engagement in der WWF aber weiterhin in der US-amerikanischen Independent-Szene an.

### World Wrestling Federation/Entertainment (1998–2003)
Sein Bruder Matt und er bildeten anfangs ein Tag-Team. Einem größeren WWF-Publikum bekannt wurden beide als Mitglieder der „Brood“, des Stables von David Heath („Gangrel“). Sie fehdeten gegen Edge und Christian. Hardy gewann mit seinem Bruder Matt – während der Eingliederungszeit von World Championship Wrestling in die WWF (2001) – auch mehrmals den WCW-Tag-Team-Title.
2004 ergab ein Drogentest der WWE bei Hardy einen positiven Befund. Er wurde in der Folge mit einer „Verletzung“ aus der Storyline geschrieben und später wegen mangelnder Einsicht von der WWE entlassen.

### Ring of Honor Wrestling (2003)
Hardy gab sein Ring of Honor Wrestling-Debüt 2003.

### Total Nonstop Action Wrestling (2004–2006)
Nach seiner WWE-Entlassung wurde Hardy 2004 von Total Nonstop Action Wrestling unter Vertrag genommen. Doch bei TNA Wrestling wurde er nur selten eingesetzt, da es auch hier zu zahlreichen Problemen mit ihm kam. So erschien Hardy beispielsweise mehrmals nicht zu angesetzten Matches.

### Rückkehr zur WWE (2006–2009)

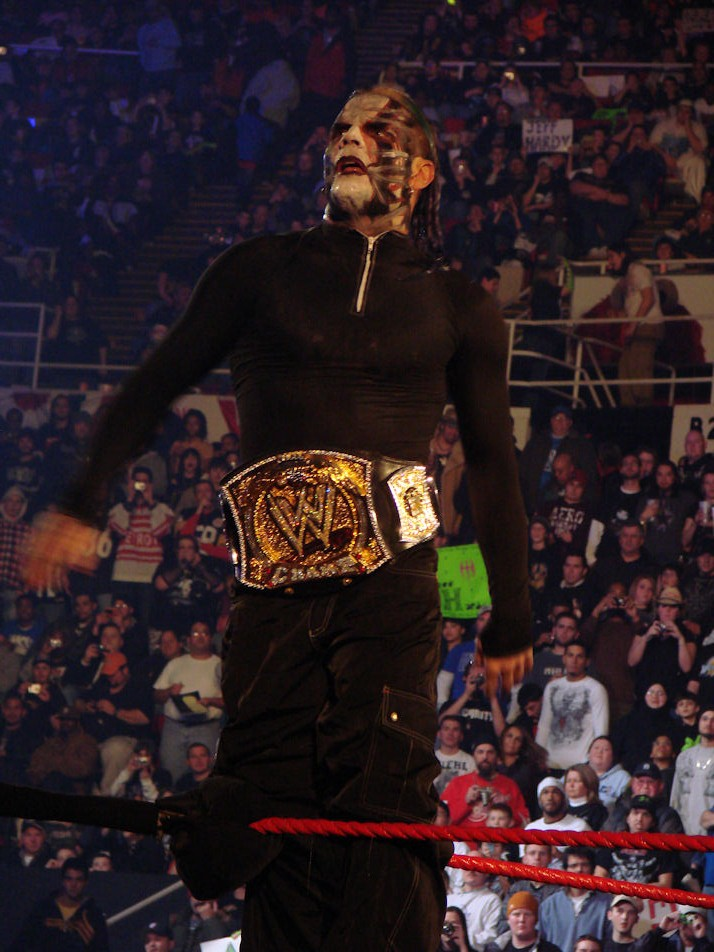
WWE Champion Jeff Hardy beim Royal Rumble 2009.

Im August 2006 unterschrieb Hardy erneut einen Vertrag mit World Wrestling Entertainment (WWE) und wurde dort nun im TV-Format RAW eingesetzt. Bereits im Oktober desselben Jahres gewann er von Johnny Nitro (John Morrison) den Intercontinental-Titel. Es wurde daraus eine Fehde zwischen beiden entwickelt, in der der Titel mehrmals hin und her wechselte. Am 21. November 2006 erfolgte die Wiedervereinigung der Hardy Boyz bei der ECW und am 19. Februar 2007 verlor er den Intercontinental-Titel während einer RAW-Aufzeichnung an Umaga. Aber bereits am 2. April desselben Jahres gewannen die Hardys die WWE-World-Tag-Team-Titel in einer eigens dafür angesetzten „10-Mann-Tag-Team-Battle-Royal“. Diese verloren beide am 4. Juni bereits wieder an Lance Cade und Trevor Murdoch.
Anfang August 2007 wurde Hardy von der WWE für 30 Tage suspendiert, da er erneut durch die offizielle Drogenpolitik der Promotion fiel. Am 27. August 2007 wurde Hardys Sperre vorzeitig aufgehoben und dieser gab bei RAW gegen Mr. Kennedy sein Ringcomeback. Bereits eine Woche später gewann er den Intercontinental-Titel von Umaga zurück.

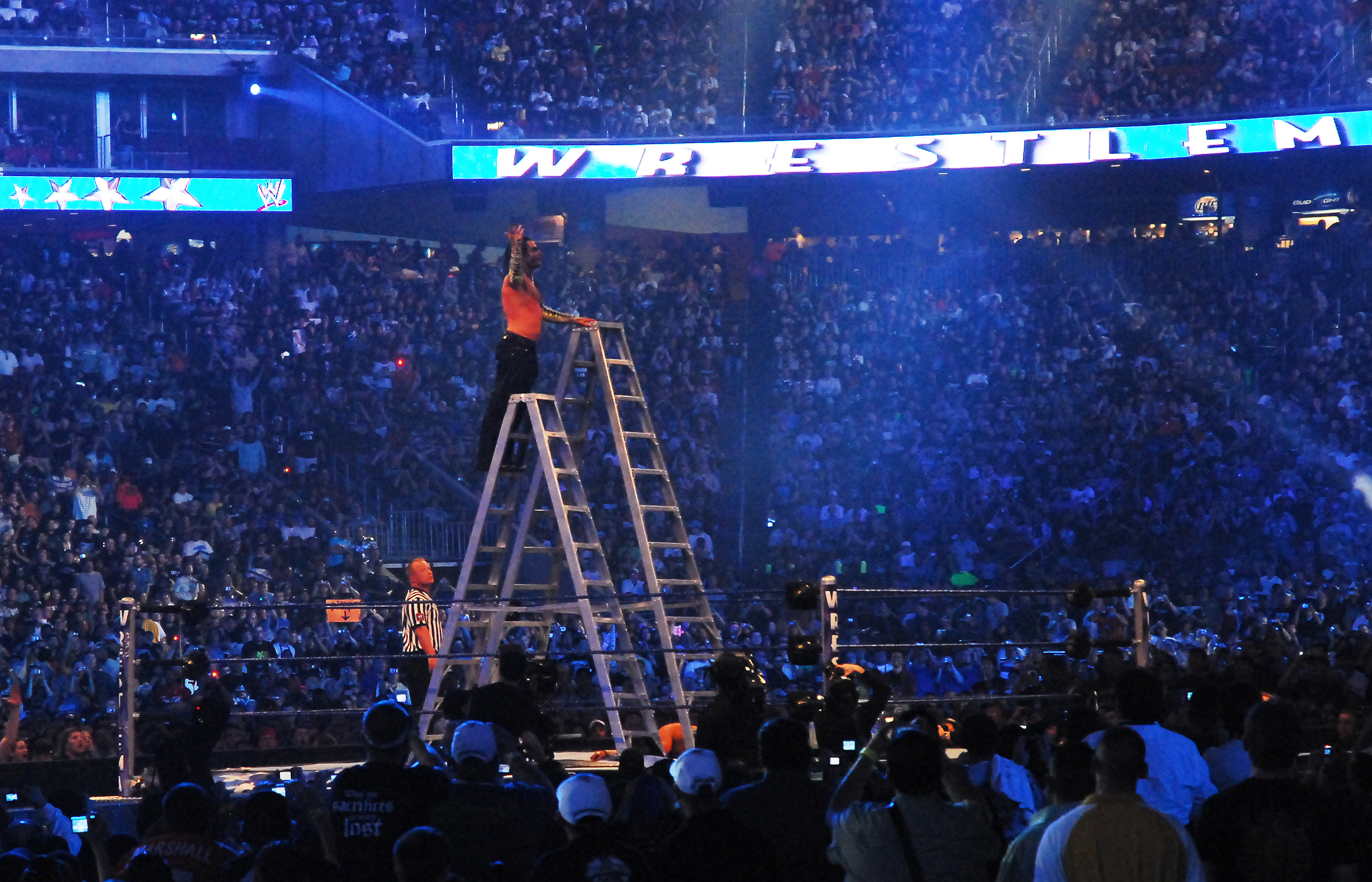
Jeff Hardy gegen Matt Hardy bei WrestleMania 25.

Bei der WWE-Großveranstaltung Survivor Series nahm Hardy beim einzigen Survivor Series Eliminations Match teil, aus dem Triple H und er als Sieger hervorgingen.
Beim RAW-Special WrestleMania Rewind verlor Hardy am 10. März 2008 seinen Intercontinental-Titel an Chris Jericho und kurz darauf wurde er erneut von der WWE wegen eines wiederholten Verstoßes gegen die Medikamentenverordnung für 60 Tage suspendiert. Im Mai 2008 kehrte Hardy ins aktuelle Ringgeschehen zurück und am 23. Juni 2008 wurde er ins Freitags-TV-Format SmackDown eingesetzt.
Bei der WWE-Großveranstaltung Armageddon gewann Hardy am 14. Dezember 2008 zum ersten Mal den WWE-Champion-Titel, den er jedoch bereits am 25. Januar 2009 bei der Großveranstaltung Royal Rumble wieder verlor.
Am 7. Juni 2009 bei Extreme Rules gewann Hardy von Edge in einem Ladder-Match den World Heavyweight Championship-Titel. Nur ca. drei Minuten später verlor er diesen wieder an CM Punk. Den Titel holte sich Hardy am 26. Juli 2009 wieder von CM Punk zurück, als er diesen bei der Großveranstaltung Night of Champions besiegte. Beim SummerSlam am 23. August 2009 verlor er den Titel in einem TLC-Match wieder an CM Punk. Am 28. August 2009 bestritt Hardy sein Rematch in einem Steelcage-Match um die WHC, das unter dem Motto The Loser Leaves WWE zwischen CM Punk und ihm bei SmackDown stattfand. Nach seiner Niederlage gegen CM Punk verließ Hardy die WWE.
Da Hardy hinter den Kulissen als sehr rebellisch galt und sich aufgrund seiner zahlreichen Drogen- und Medikamentenprobleme weiterhin uneinsichtig zeigte, begann man nun von Seiten der WWE, diesen erneut aus der aktuellen Storyline zu schreiben. Gleichzeitig gab Hardy auf seiner Twitter-Seite bekannt, dass er seit längerer Zeit eine Wrestling-Pause einlegen und sich nun anderen Projekten widmen wolle.

### Rückkehr zur TNA Wrestling (2010–2017)

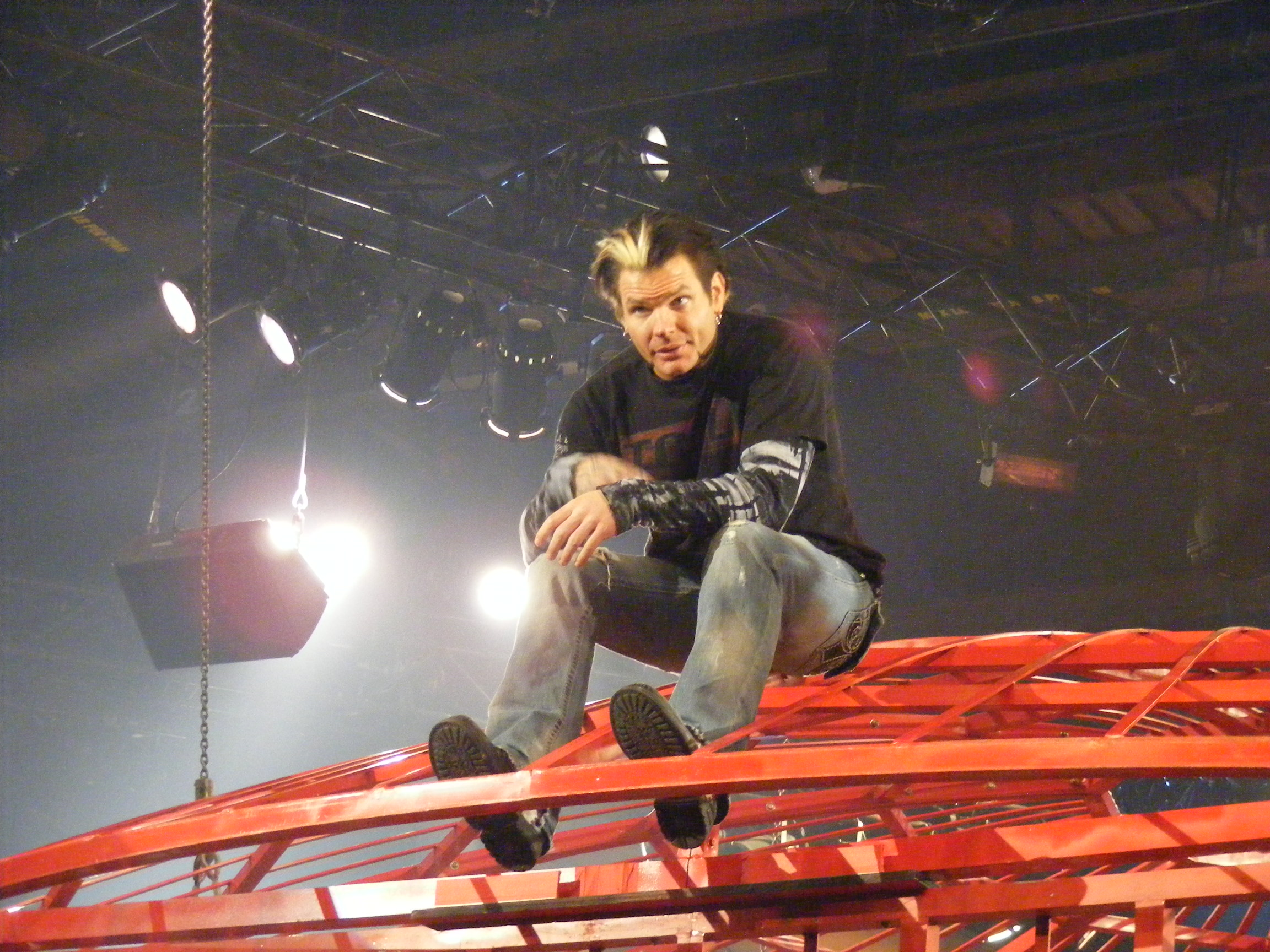
Jeff Hardy bei seiner Rückkehr zur TNA Wrestling im Januar 2010.

Am 4. Januar 2010 erschien Hardy überraschend bei einer Sonderausgabe von TNA iMPACT bei Total Nonstop Action Wrestling. Damit schienen sich die zahlreichen Gerüchte um Hardy zu bewahrheiten, die seine Verpflichtung bei TNA voraussagten. So gab TNA auch nur einen Tag später, am 5. Januar 2010, bekannt, dass Hardy zwischenzeitlich einen Vertrag bei der Promotion unterschrieben habe.

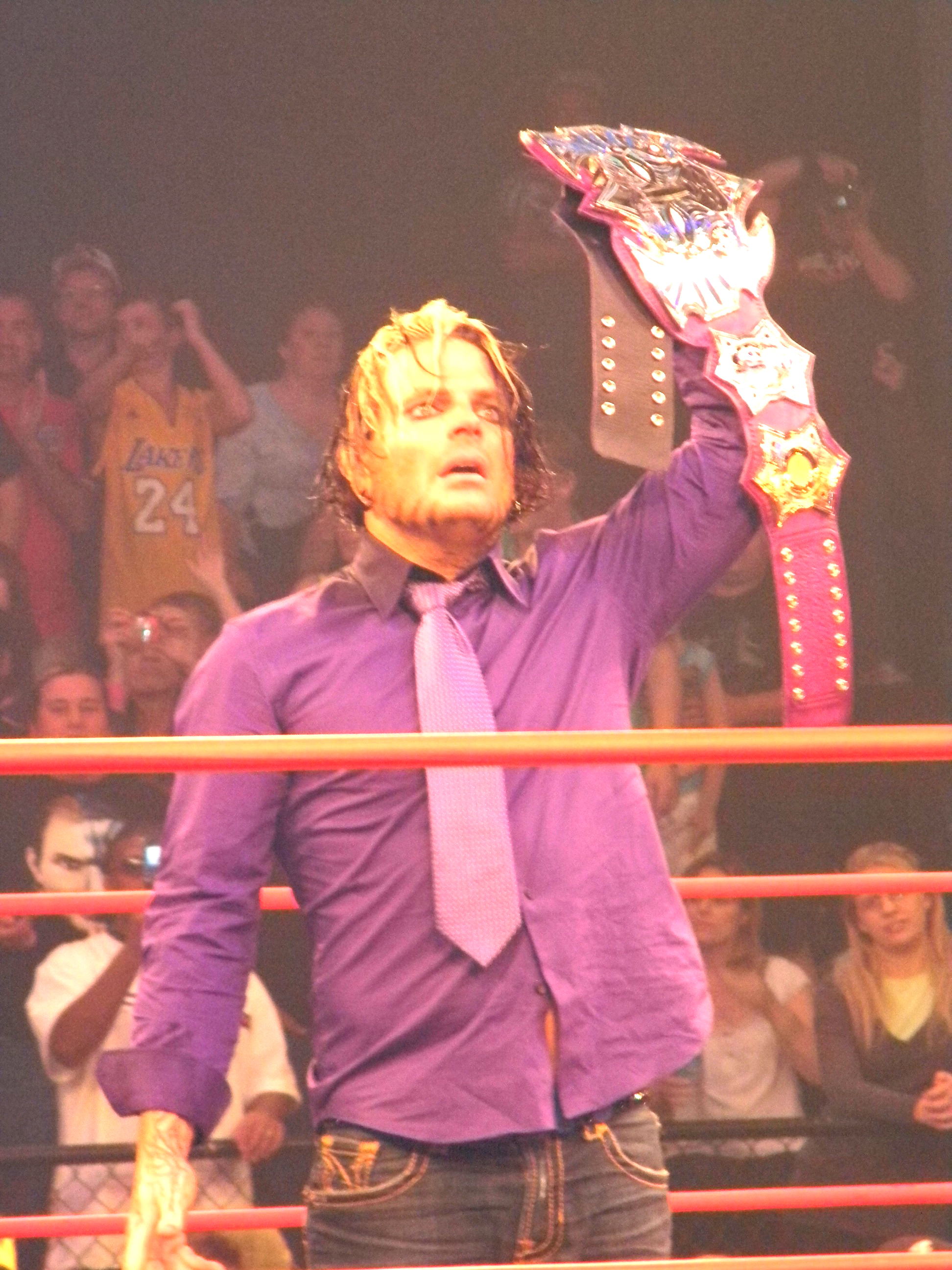
TNA World Heavyweight Champion Jeff Hardy bei Impact im November 2010.

Am 10. Oktober 2010 gewann Hardy bei der TNA-Großveranstaltung Bound For Glory den vakanten TNA World Heavyweight Championship und wurde Teil der Gruppierung Immortal um Hulk Hogan und Eric Bischoff. Am 4. Januar 2011 gab Hardy sein Debüt für New Japan Pro-Wrestling beim WrestleKingdom V Event. Er verteidigte seinen TNA World Heavyweight Championship gegen Tetsuya Naito. Den Titel hielt er für 91 Tage und verlor ihn am 9. Januar 2011 an Mr. Anderson, ehe er ihn am 13. Februar 2011 bei Against All Odds in einem Ladder-Match zurückgewann. Doch bereits am 24. Februar verlor er den Titel an Sting.
Da Hardy sein Rückmatch bei Victory Road am 13. März 2011 aufgrund eines sehr schlechten körperlichen Zustandes nicht wie geplant bestreiten konnte, musste er anschließend eine Auszeit nehmen. Bei den Tapings zu Impact Wrestling am 25. August 2011 kehrte er zurück. Bei der Großveranstaltung No Surrender am 9. September 2012 gewann er die Bound for Glory Series, wodurch er sich das Recht auf ein Titelmatch bei Bound for Glory sicherte. Dort besiegte er am 14. Oktober 2012 Austin Aries und gewann den Titel zum dritten Mal. Bei der Großveranstaltung Lockdown am 10. März 2013 verlor er den Titel an Bully Ray. Am 19. Dezember 2013 bei Final Resolution verlor er im Finale eines Turniers, um den vakanten TNA World Heavyweight Championship, gegen Magnus, nachdem Rockstar Spud zu Gunsten von Magnus eingegriffen hat. Danach verließ er laut Storyline TNA.
Am 11. Februar 2014 kündigte TNA-Investor MVP die Rückkehr von Jeff Hardy an. Am 9. März 2014 bei Lockdown feierte Hardy unter dem Ringnamen Willow, als Mitglied von Team MVP, welches gegen Team Dixie antrat, seine Rückkehr. Am 24. Juli kündigte Kurt Angle die Rückkehr von Jeff Hardy an. Damit trat Hardy wieder mit seinem alten Ringnamen auf. Nachdem sein Bruder Matt zu TNA zurückgekehrt war, bildete er mit seinem Bruder wieder ein Tag Team. Bei der Impact-Ausgabe vom 17. April 2015, welche am 14. März aufgezeichnet wurde, gewannen die Hardys ein Ultimate X Match um den vakanten TNA World Tag Team Championship gegen Austin Aries und Bobby Roode, Bram und Ethan Carter III, und den Beatdown Clan (Kenny King und Low Ki), womit sie sich zum ersten Mal den Titel sicherten. Am 8. Mai 2015 musste die Hardys die TNA World Tag Team Championship abgeben, da sich Jeff Hardy verletzte und da es für Hardys unmöglich war die Titel zu verteidigen. Nachdem sein Bruder zum Heel turnte, begann er eine Fehde gegen seinen Bruder. Die Fehde endete am 5. Juli 2016, als er gegen seinen Bruder verlor, womit Jeff Hardy den Namen Hardy ablegen musste. Für eine Weile trat er unter dem Ringnamen Brother Nero auf und musste Matt Hardy als Assistent dienen. im Anschluss fehdeten die Brüder gegen Decay (Abyss und Crazzy Steve) um die TNA World Tag Team Championship.

### Rückkehr zur ROH Wrestling (2017)
Am 4. März 2017 kehrten die Hardys zur Ring of Honor Wrestling zurück und gewannen die ROH World Tag Team Championships. Die verloren sie wieder am 1. April 2017, bei dem Supercard of Honor XI Event, gegen The Young Bucks.

### Zweite Rückkehr zur WWE (2017–2021)

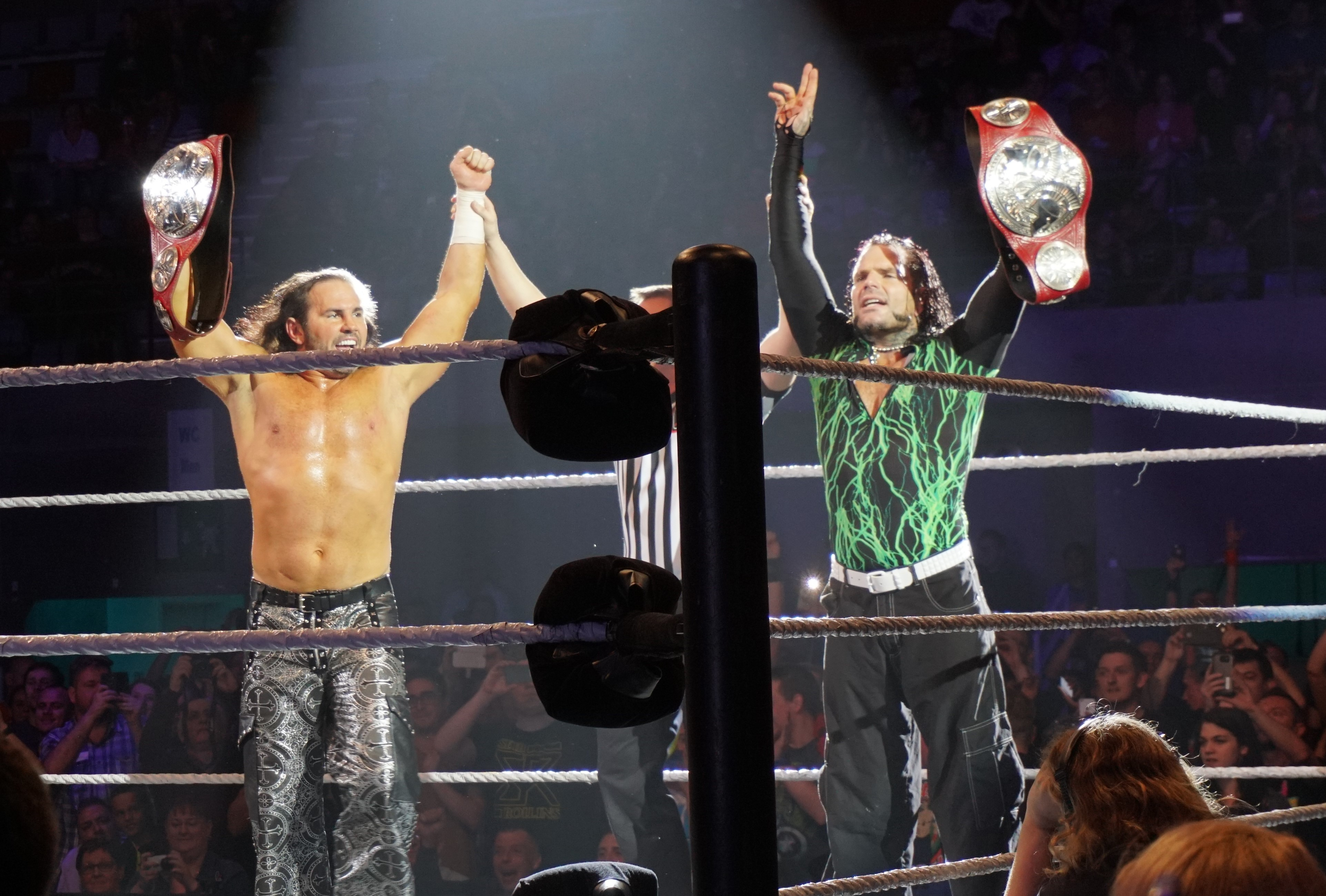
Raw Tag Team Champions The Hardy Boyz im Mai 2017.

Am 2. April 2017 kehrten Jeff und auch sein Bruder Matt bei der Großveranstaltung WrestleMania 33 zur WWE zurück. In einem Fatal Four Way Tag Team Ladder Match gegen Karl Anderson & Luke Gallows, The Bar Cesaro & Sheamus und Big Cass & Enzo Amore durften die „Hardy Boyz“ die Raw Tag Team Championship erringen. Diese Titel verloren sie nach 63 Tagen Regentschaft am 4. Juni 2017 an The Bar Cesaro & Sheamus.
Am 16. April 2018 gewann Hardy die WWE United States Championship von Jinder Mahal während einer Live-Sendung von Monday Night Raw. Im Rahmen des Superstar Shake-Ups 2018 wechselte Hardy von Raw zu SmackDown. Nach einer Titelregentschaft von 90 Tagen verlor Hardy letztendlich seinen United States Titel an Shinsuke Nakamura am 15. Juli 2018.
Am 9. April 2019 gewann Hardy mit seinem Bruder Matt in der ersten SmackDown-Ausgabe nach der Großveranstaltung WrestleMania 35, die SmackDown Tag Team Championship von The Usos. Die Regentschaft endete aber schon nach 21 Tagen, da sie die Titel durch eine Verletzung von Jeff abgegeben haben. Am 13. März 2020, fast nach einem Jahr seiner Verletzung, gab Hardy sein Comeback bei SmackDown.
Am 21. August 2020 gewann er den WWE Intercontinental Championship. Hierfür besiegte er AJ Styles. Die Regentschaft hielt 37 Tage und verlor den Titel, schlussendlich am 27. September 2020 an Sami Zayn. Am 12. Oktober 2020 wechselte er durch den Draft zu Raw. Hiernach bestritt er vereinzelte Matches, welche er zum Teil gewinnen konnte. Zudem nahm er am Royal Rumble 2021 teil. Am 19. Juli 2021 trat er wieder mit seinem alten Theme Song No more Words auf. Er bestritt ein Match gegen Karrion Kross, welches er gewinnen konnte. Am 20. September 2021 gewann er ein Match gegen Sheamus. Hiermit sicherte er sich eine Chance auf die United States Championship. Am 26. September 2021 bestritt er bei Extreme Rules 2021 ein Triple Threat Match um den Titel, jedoch gewann der amtierende Champion Damian Priest das Match.
Am 1. Oktober 2021 wurde er beim WWE Draft zu SmackDown gedraftet. Am 9. Dezember 2021 wurde er von der WWE entlassen.

### Debüt bei All Elite Wrestling (2022)
Jeff Hardy debütierte bei der AEW Dynamite Show, am 9. März 2022 in Fort Myers, Florida, als er seinem Bruder Matt Hardy zur Hilfe eilte.

## Außerhalb des Wrestlings
Hardy hat viele vielseitige Interessen außerhalb des Wrestlings. Er nennt seine künstlerische Seite The Imag-I-Nation. Hardy baute außerhalb seines Tonstudios eine 9 Meter hohe Statue namens Neroameee. Er schuf in seinem Vorgarten einen künstlichen Vulkan, den er dann mit seinem Motocross-Dirtbike übersprang. Hardy schuf eine große Skulptur des Handzeichens seines Bruders Matt V1, die in der Hardy Show zu sehen war. Hardy ist auch Künstler und Dichter.
Hardy brachte sich selbst bei, wie man Gitarre spielt, und kaufte später ein Schlagzeug. Im Jahr 2003 gründete Hardy eine Band, PeroxWhy?Gen. Ihr erstes Album Plurality of Worlds wurde am 7. November 2013 von TNA Music veröffentlicht. Peroxwhy?Gen veröffentlichten am 27. Juli 2015 ihr zweites Album Within the Cygnus Rift.

## Privatleben
Jeff hat seit Oktober 2010 mit seiner Frau Elizabeth (Beth) Britt eine gemeinsame Tochter und seit Dezember 2015 eine weitere gemeinsame Tochter.
Am 12. September 2009 wurde Hardy wegen illegalen Drogenbesitzes und mutmaßlichen Drogenhandels von der Polizei festgenommen. Es wurden mehrere verschreibungspflichtige Medikamente, Anabolika, Kokain und Utensilien zum Konsum illegaler Substanzen bei ihm sichergestellt. Gegen eine Kaution von 125.000 Dollar wurde er am gleichen Tag wieder entlassen. Sein Prozess verschob sich mehrmals aus verschiedenen Gründen. Am 8. September 2011 wurde er zu zehn Tagen Haft und 100.000 Dollar Strafe bei 30 Monaten Bewährungszeit verurteilt.

## Titel und Auszeichnungen

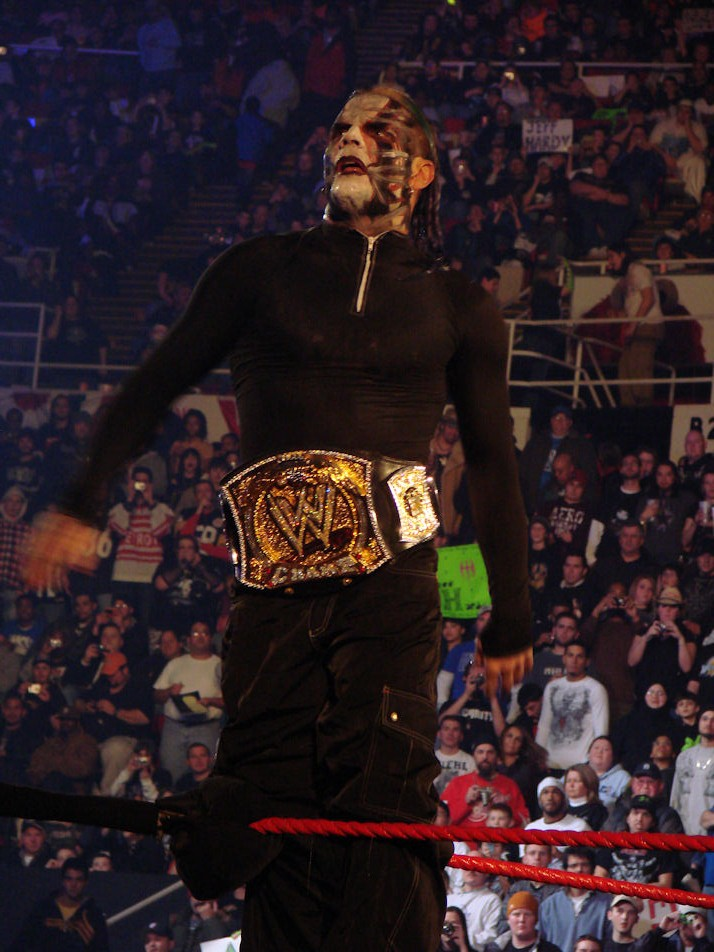
Jeff Hardy hielt einmal die WWE Championship und zweimal die World Heavyweight Championship

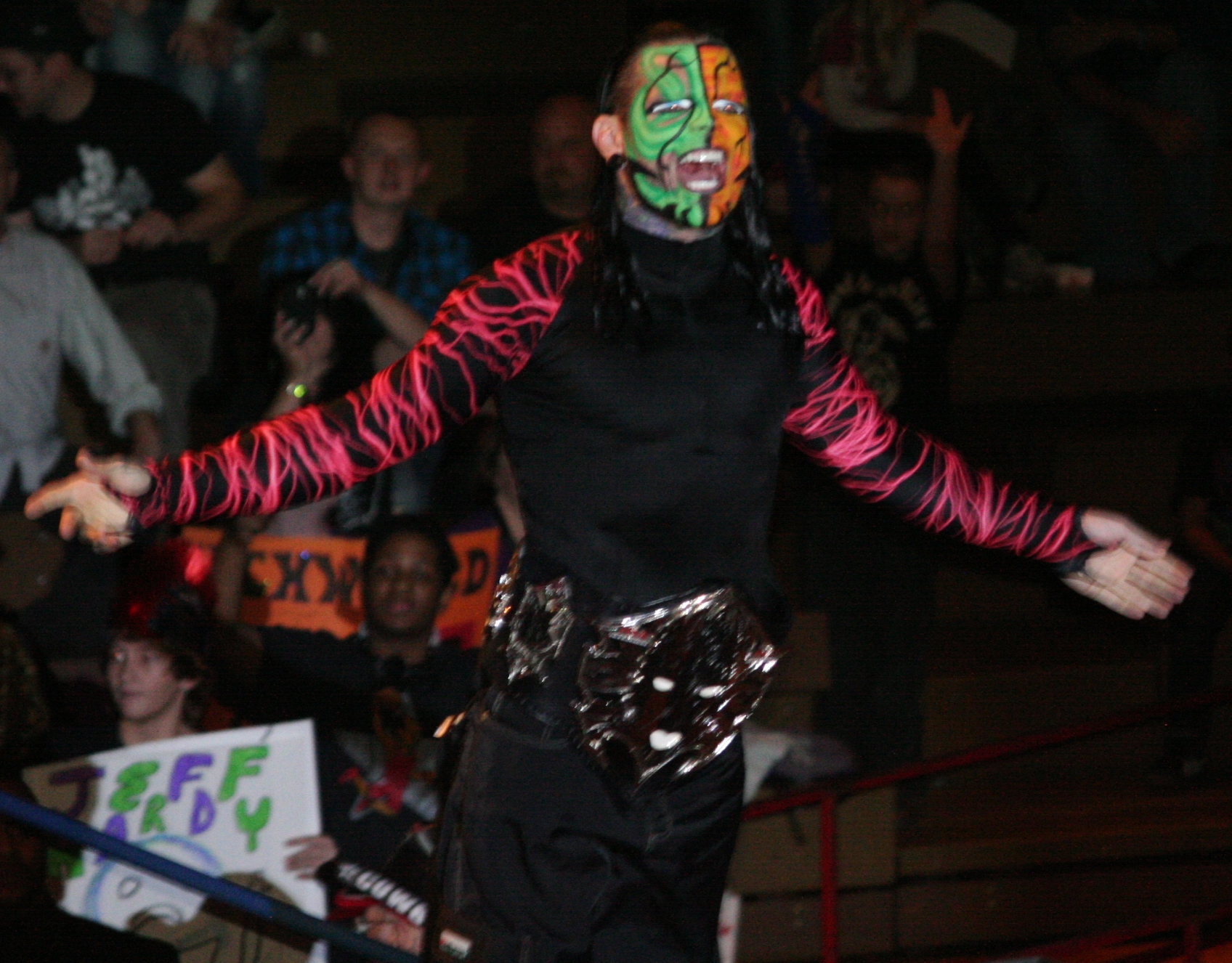
Zudem hielt Hardy dreimal die TNA World Heavyweight Championship was ihn zum 6-fachen World-Champion macht

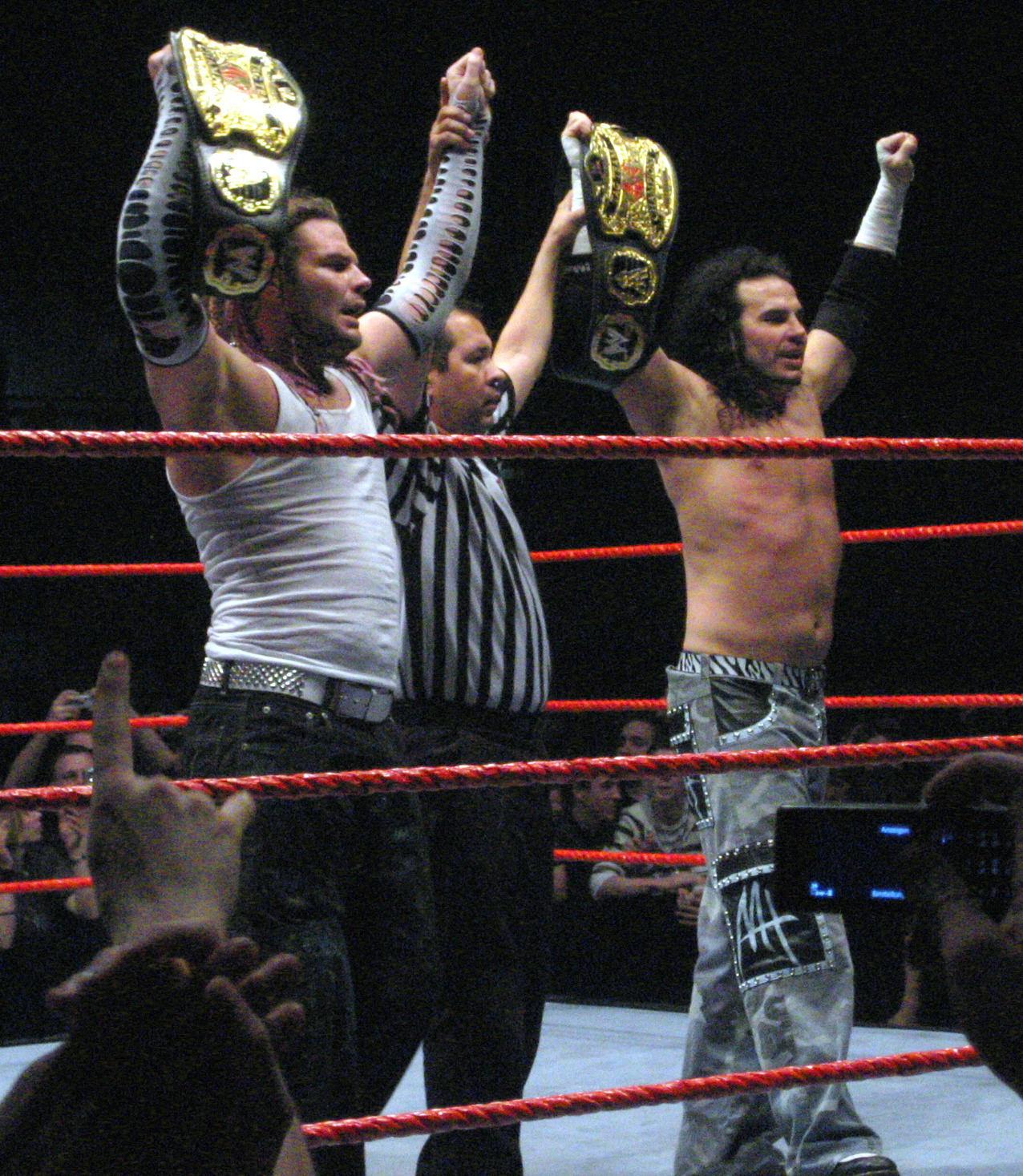
Mit seinem Bruder Matt Hardy hielt Jeff insgesamt dreizehn World-Tag-Team-Championships, neun in der WWE, drei in TNA und eine bei ROH

### Titel
- 4th Rope Wrestling
  - 1× 4th Rope Tag Team Champion mit Matt Hardy

- All Star Wrestling (West Virginia)
  - 1× ASW Tag Team Champion mit Matt Hardy

- House of Glory
  - 1× HOG Tag Team Champion mit Matt Hardy

- International Wrestling Cartel
  - 1× IWC Tag Team Champion mit Matt Hardy

- MCW Pro Wrestling
  - 1× MCW Tag Team Champion mit Matt Hardy

- National Championship Wrestling
  - 4× NCW Light Heavyweight Champion

- New Dimension Wrestling
  - 1× NDW Light Heavyweight Champion
  - 1× NDW Tag Team Champion mit Matt Hardy

- New Frontier Wrestling Association
  - 1× NFWA Heavyweight Champion

- North East Wrestling
  - 1× NEW Junior Heavyweight Champion

- OMEGA Championship Wrestling 
  - 1× OMEGA Heavyweight Champion
  - 1× OMEGA New Frontiers Champion
  - 2× OMEGA Tag Team Champion mit Matt Hardy

- Ring of Honor
  - 1× ROH World Tag Team Champion mit Matt Hardy

- The Crash
  - 1× The Crash Tag Team Champion mit Matt Hardy

- Total Nonstop Action Wrestling
  - 3× TNA World Heavyweight Champion
  - 3× TNA World Tag Team Champion mit Matt Hardy

- Universal Wrestling Association
  - 1×  UWA World Middleweight Champion

- World Wrestling Entertainment
  - 1× WCW World Tag Team Champion mit Matt Hardy
  - 2× World Heavyweight Champion
  - 6× World Tag Team Champion mit Matt Hardy
  - 1× WWF Light Heavyweight Champion
  - 1× WWE Champion
  - 1× WWE European Champion
  - 3× WWE Hardcore Champion
  - 5× WWE Intercontinental Champion
  - 1× WWE Raw Tag Team Champion mit Matt Hardy
  - 1× WWE SmackDown Tag Team Champion mit Matt Hardy
  - 1× WWE United States Champion

- Wrestling Superstar
  - 1× Wrestling Superstar Tag Team Champion mit Matt Hardy

### Auszeichnungen
- Total Nonstop Action Wrestling
  - 2012: Bound for Glory Series Sieger
  - 2015: TNA World Cup Sieger mit Gunner, Davey Richards, Rockstar Spud, Crazzy Steve und Gail Kim
  - 2016: TNA World Cup Sieger mit Eddie Edwards, Jessie Godderz, Robbie E und Jade
  - 2017: Race for the Case Green Case Sieger